# Архімедів граф
У теорії графів архімедів граф — це граф, який утворює кістяк одного з архімедових тіл. Є 13 архімедових графів, і всі вони регулярні, поліедральні (а отже, також 3-вершинно зв'язні планарні) і гамільтонові.
Крім цих 13 тіл, нескінченну множину графів призм і графів антипризм можна також вважати архімедовими графами.
| Назва                                                  | Граф | Степінь | Ребер | Вершин | Порядок |
| ------------------------------------------------------ | ---- | ------- | ----- | ------ | ------- |
| Граф зрізаного тетраедра                               |      | 3       | 18    | 12     | 24      |
| Граф кубооктаедра                                      |      | 4       | 24    | 12     | 48      |
| Граф зрізаного куба                                    |      | 3       | 36    | 24     | 48      |
| Граф зрізаного октаедра                                |      | 3       | 36    | 24     | 48      |
| Граф ромбокубооктаедра                                 |      | 4       | 48    | 24     | 48      |
| Граф зрізаного кубооктаедра (Великий ромбокубооктаедр) |      | 3       | 72    | 48     | 48      |
| Граф кирпатого куба                                    |      | 5       | 60    | 24     | 24      |
| Граф ікосододекаедра                                   |      | 4       | 60    | 30     | 120     |
| Граф зрізаного додекаедра                              |      | 3       | 90    | 60     | 120     |
| Граф зрізаного ікосаедра                               |      | 3       | 90    | 60     | 120     |
| Граф ромбоікосододекаедра                              |      | 4       | 120   | 60     | 120     |
| Граф ромбозрізаного ікосододекаедра                    |      | 3       | 180   | 120    | 120     |
| Граф кирпатого додекаедра                              |      | 5       | 150   | 60     | 60      |